# Inkvizítor (Csillagok háborúja szereplő)
A Főinkvizítor (vagy más néven a Legfőbb Inkvizítor, vagy simán Inkvizítor) a Star Wars: Lázadók első évadának kitalált szereplője, aki a birodalmiak táborát erősíti. Korábban Jedi templomőr volt, de átcsábította a sötét oldal. A sorozat második évadából kiderül, hogy más inkvizítorok is szolgálják a Birodalmat; emiatt megkülönböztetésképpen Főinkvizítorként is hivatkoznak rá, rangban ugyanis a többi felett áll.

„Vannak dolgok, amelyek rettentőbbek a halálnál...”

– A Főinkvizítor utolsó szavai

A Főinkvizítor (és az inkvizítorok) olyan Erőhasználók voltak, akiknek a túlélő Jediket kellett felkutatniuk és megölniük, vagy átcsábítaniuk a Sötét oldalra. A Birodalom ügynökei, akik egy Sith-hez hasonlatosak, de náluk csekélyebb mértékben képesek csak használni az Erőt; alapvető kiképzést kapnak a Sötét oldal használatához, de a két igazi Sith vigyáz rá, hogy ne váljanak túlságosan erőssé. A Főinkvizítor a pau'an faj férfi képviselői közé tartozik, akik az Utapaun élnek. Bánik az Erővel, és a többi inkvizítorhoz hasonlóan kétvégű vörös fénykardja van, aminek pengéit körben is tudja forgatni a markolaton. Fekete ruházatot visel, kb. 2 méter magas. Feladata a Jedik felkutatása és megölése. Mestere hivatalosan Darth Vader, bár Tarkin kormányzó is parancsol neki. Ő veszi fel a harcot Kanan Jarrusszal és tanítványával, Ezra Bridgerrel több ízben is, és ő statuál példát a Birodalmon belül, bár képességeihez és ijesztő megjelenéséhez képest viszonylag lesajnált a szerepe. Mustafaron hal meg, miután Tarkin Sovereign nevű zászlóshajóján megütközik Jarrussal és Bridgerrel, és előbbi végül legyőzi őt. Az Inkvizítor a felrobbanó reaktorba zuhan, méghozzá önszántából.
A szereplő eredeti hangja Jason Isaacs.
Az inkvizítorok hasonló tulajdonságokkal rendelkezik mint a Sithek, ugyanakkor nem tartozik közéjük. A sötét oldalt Asajj Ventress-hez hasonló szinten képes használni.
A legtöbb birodalmival vagy Sithhel ellentétben nem fellengzős beosztottjaival és nem öli meg őket heccből, csupán ha parancsolják. Ellenben ellenfeleivel szemben kíméletlen, és kardtechnikáján túl az érzelmekre hat, ezzel gyengíti ellenfeleit.
Jó pilóta, egy speciális TIE-vadász birtokosa, valamint egy különleges sisakot is visel repülés közben. Hangja érdes, reszelős de nem mély, viszont baljóslatú.
Az Inkvizítor számos fronton egyedi szereplő a saga történetében: az első olyan szereplő akinek forgatható kétélű fénykardja van, az első pau'an erőhasználó, az első hivatásos erőérzékeny Jedi-vadász a Jedi rend bukása óta, valamint Ahsoka Tano óta az első és egyben utolsó tanítványa Darth Vadernek (már amennyiben az Inkvizítor annak tekinthető hivatalosan). További érdekesség, hogy a szereplők elsöprő többségével ellentétben sosem derül ki a valódi neve, haláláig csak az "Inkvizítor" néven ismeretes mind a Birodalmiak mind a Lázadók előtt. Az is egyedivé teszi, hogy ő az egyetlen főbb antihős a sagában aki öngyilkos lesz.

## A többi inkvizítor
Hivatalosan tizenegy inkvizítor van. A Főinvizítor és a tíz rendes inkvizítor, akiket nemük szerint nővérként, vagy bátyként szólítanak (például: Ötödik Fivér). A második évad folyamán feltűnt két új inkvizítor, egy nő és egy férfi, név szerint Ötödik Fivér és Hetedik Nővér; valamint az évad végén egy harmadik is. E. K. Johnston Ahsoka című regényében Ahsoka is találkozik eggyel és megküzd vele. Elnevezéseik alapján arra lehet következtetni, hogy még további inkvizítorok is vannak/voltak a Birodalom szolgálatában, akik eddig nem tűntek fel a sagában.

### Az összes Inkvizítor
| Szereplő                           | Színész        | Eredeti hang             | Magyar hang        | Első megjelenés                                                                          | Utolsó megjelenés                      | Meghalt                                       |
| ---------------------------------- | -------------- | ------------------------ | ------------------ | ---------------------------------------------------------------------------------------- | -------------------------------------- | --------------------------------------------- |
| A Főinkvizítor                     | Rupert Friend  | Jason Isaacs             | Kálid Artúr        | Star Wars: A klónok háborúja (Jedi templomőrként), Star Wars: Lázadók                    | Star Wars: Históriák                   | YE 5, Mustafarfölött                          |
| Marrok / Első Fivér                | Paul Darnell   |                          | -                  | Ahsoka                                                                                   | Star Wars: Históriák                   | YU 9, a Seatos bolygón, Ahsoka által          |
| Trilla Suduri / Második Nővér      |                | Elizabeth Grullon        |                    | Star Wars Jedi: Fallen Order                                                             | Jedi Fallen Order - Fallen Temple      | YE 14, a Nur holdon, Darth Vader által        |
| Reva Sevander / Harmadik Nővér     | Moses Ingram   |                          | Györfi Laura       | Obi-Wan Kenobi                                                                           | Obi-Wan Kenobi                         | Sorsa ismeretlen                              |
| Lyn Rakish / Negyedik Nővér        | Rya Kihlstedt  | Rya Kihlstedt            | Kiss Eszter        | Obi-Wan Kenobi                                                                           | Star Wars: Históriák                   | Sorsa ismeretlen                              |
| Ötödik Fivér                       | Sung Kang      | Philip Anthony-Rodriguez | Bognár Tamás       | Star Wars: Lázadók                                                                       | Obi-Wan Kenobi                         | YE 3, a Malachor bolygón, Darth Maul által    |
| Bil Valen / Hatodik Fivér          |                |                          |                    | Ahsoka (regény)                                                                          | Darth Vader (2017-es képregénysorozat) | YE 18, Raada, Ahsoka által                    |
| Hetedik Nővér                      |                | Sarah Michelle Gellar    | Tarr Judit         | Star Wars: Lázadók                                                                       | Darth Vader (2017-es képregénysorozat) | YE 3, a Malachor bolygón, Darth Maul által    |
| Nyolcadik Fivér                    |                | Robbie Daymond           | Debreczeny Csaba   | Star Wars: Lázadók                                                                       | Darth Vader (2017-es képregénysorozat) | YE 3, Malachor                                |
| Masana Tide / Kilencedik Nővér     |                | Misty Lee                |                    | Darth Vader (2017-es képregénysorozat)                                                   | Star Wars Jedi: Survivor               | YE 9, a Coruscant bolygón, Cal Kestis által.  |
| Prosset Dibs / Tizedik Fivér       |                |                          |                    | Star Wars: Jedi of the Republic - Mace Windu                                             | Darth Vader (2017-es képregénysorozat) | YE 18, Mon Cala                               |
| Tizenegyedik Fivér                 |                | Clancy Brown             | Hám Bertalan       | Star Wars: Históriák                                                                     | Star Wars: Históriák                   | YE 18, Raada, Ahsoka által                    |
| Iskat Akaris / Tizenharmadik Nővér |                |                          |                    | Inquisitor: Rise of the Red Blade                                                        | Darth Vader (2017-es képregénysorozat) | YE 14, Coruscan                               |
| Tualon Yaluan                      |                |                          |                    | Darth Vader (2017-es képregénysorozat)                                                   | Inquisitor: Rise of the Red Blade      | YE 14, a Coruscant bolygón, Darth Vader által |
| Barriss Offee                      | Nalini Krishan | Meredith Salenger        | Bogdányi Titanilla | Star Wars II. rész – A klónok támadása (jediként), Star Wars: Históriák (inkvízitorként) | Star Wars: Históriák                   | Sorsa ismeretlen                              |